# Renate Müller (Schauspielerin)
Renate Müller, auch Rene Müller, (* 26. April 1906 in München; † 7. Oktober 1937 in Berlin-Charlottenburg) war eine deutsche Schauspielerin und Sängerin. Sie spielte sowohl in Stumm- und Tonfilmen als auch auf der Bühne.

## Leben

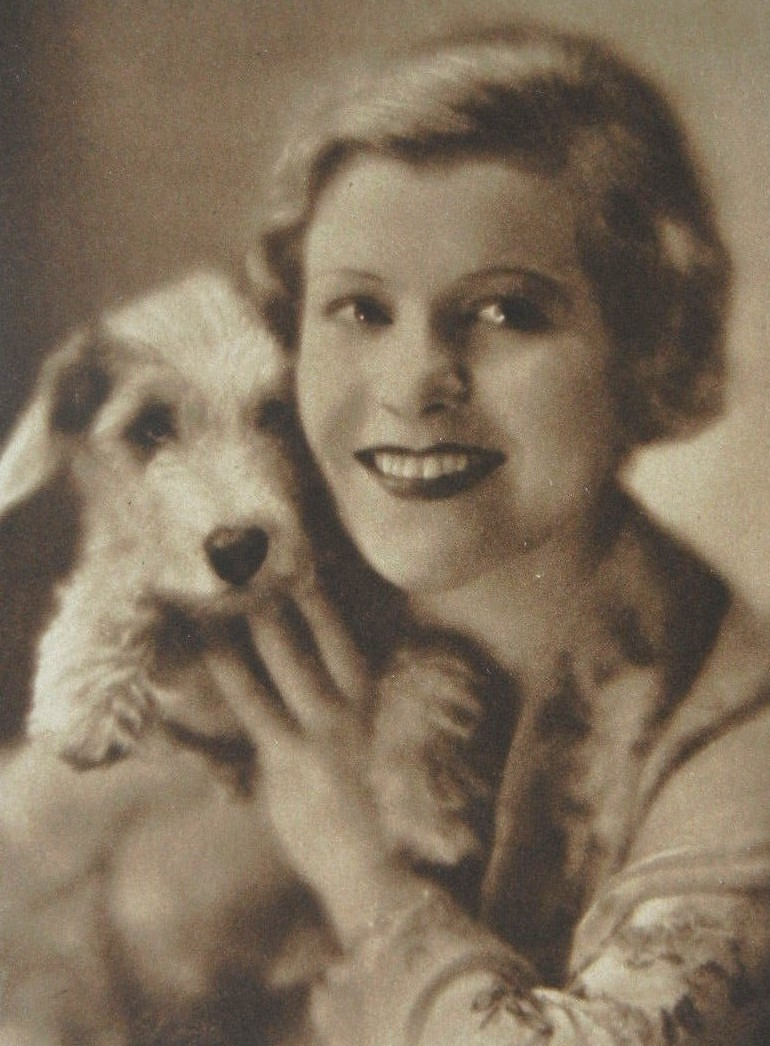
Renate Müller. Foto von Yva

Ihre Eltern waren der Journalist Karl Eugen Müller und dessen Ehefrau, die Malerin Anna Marie Müller, geborene Friedrich (1881–1963). Nach dem Umzug nach Danzig im Jahr 1914 erhielt sie dort Gesangsunterricht. Nach dem Umzug nach Berlin mit ihren Eltern 1924 und vorzeitigem Verlassen des Gymnasiums erhielt sie Schauspielunterricht an der Max-Reinhardt-Schule. 1925 gab sie ihr Debüt am Harzer Bergtheater Thale in Ein Sommernachtstraum. Danach agierte sie auch in Berlin am Lessing-Theater, an den Barnowsky-Bühnen und am Staatstheater.

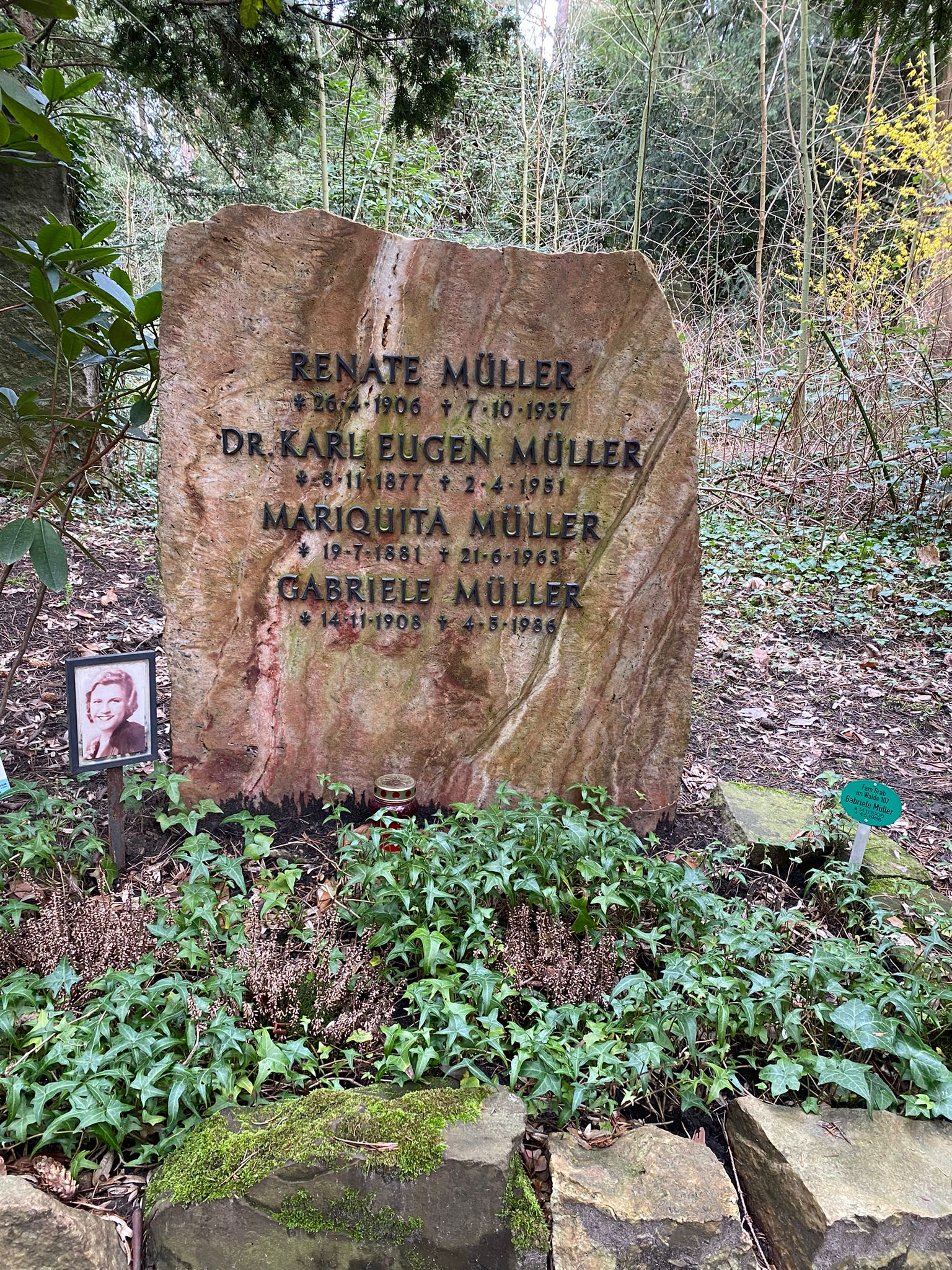
Grabstätte auf dem Parkfriedhof Lichterfelde

Reinhold Schünzel entdeckte sie 1928 für den Stummfilm, und sie erhielt dort mehrere große Rollen. Doch ihre gesanglich gebildete Stimme kam erst so richtig durch den Tonfilm zum Tragen. Mit Liebling der Götter (1930) über Viktor und Viktoria (1933) und Allotria (1936) wurde sie zu einem Markenzeichen des deutschen Films. Darüber hinaus avancierte das von ihr gesungene Lied Ich bin ja heut so glücklich aus Die Privatsekretärin (1931) zu einem überaus populären Schlager.
Renate Müller galt zu dieser Zeit als Inbegriff des sauberen jungen Mädchens und bildete damit einen Kontrast zur verführerischen Femme fatale, von der die Stummfilmzeit wesentlich geprägt war. Doch bald mehrten sich in der Presse Gerüchte über ihre angeschlagene Gesundheit. 1933 war von einem Zusammenbruch aufgrund einer Abmagerungskur die Rede, 1934 von einer schweren Krankheit, vermutlich Epilepsie, so dass sie ihre Filmarbeit einschränken musste.
Am 7. Oktober 1937 verstarb sie unerwartet in einer Berliner Privatklinik, nachdem sie vierzehn Tage zuvor aus dem ersten Stockwerk ihrer Villa gestürzt war. Ihr Tod gab Anlass zu vielen Spekulationen. Sicher ist, dass der damalige Propagandaminister Goebbels sie mit Hitler verkuppeln wollte und sie kein Interesse zeigte. Seither war ihre künstlerische Arbeit systematisch behindert worden. Aufgrund ihrer Popularität bekam sie 1936 noch zweimal eine Hauptrolle in den unpolitischen Filmen Eskapade und Allotria. Zum Schluss wurde sie 1936 gezwungen, in dem Propagandafilm Togger mitzuwirken. Sie hatte zu dieser Zeit auch eine Beziehung zu dem jüdischen, nach Paris emigrierten Bankierssohn Georg Deutsch, was ihre Situation nicht verbesserte. Die Gestapo ließ die Schauspielerin mittlerweile ständig beobachten. Müller verfiel dem Alkohol, nahm Drogen und litt zeitweilig an Epilepsie. Laut Aussage ihrer Freundin, der Schauspielerin Sybille Schmitz, die Müller bewusstlos und mit einer Kopfverletzung auf der Terrasse fand, war Müller betrunken aus dem ersten Stock ihrer Villa in Berlin-Dahlem gestürzt. Gerüchte, sie habe sich aus dem Fenster gestürzt oder sie sei von der Gestapo umgebracht worden, blieben ungeklärt. Müller wurde auf dem Parkfriedhof Lichterfelde in Berlin, Thunerplatz 2–4, beigesetzt. Schauspielkollegen war es verboten, an der Trauerfeier teilzunehmen, die von der Gestapo gefilmt wurde. Der gesamte Besitz der Schauspielerin wurde enteignet und öffentlich versteigert, obwohl die Eltern und die Schwester noch lebten.
Ihr Leben wurde mit der Schauspielerin Ruth Leuwerik unter dem Titel Liebling der Götter (1960) verfilmt. Diesen Film suchte die Familie Müller erfolglos per Klage zu verhindern, da die Handlung von den historischen Tatsachen abweicht; u. a. wurde ihr Tod als Suizid dargestellt.

## Filmografie
- 1929: Teure Heimat – Drei machen ihr Glück
- 1929: Revolte im Erziehungshaus
- 1929: Peter, der Matrose
- 1930: Liebeslied
- 1930: Das Flötenkonzert von Sans-souci
- 1930: Der Sohn der weißen Berge
- 1930: Liebling der Götter
- 1930: Liebe im Ring
- 1931: Die Blumenfrau von Lindenau (nach der Komödie Sturm im Wasserglas von Bruno Frank)
- 1931: Der kleine Seitensprung
- 1931: Die Privatsekretärin
- 1931: Sunshine Susie (Version von Die Privatsekretärin)
- 1932: Mädchen zum Heiraten
- 1932: Marry Me (Version von Mädchen zum Heiraten)
- 1932: Wie sag’ ich’s meinem Mann?
- 1932: Wenn die Liebe Mode macht
- 1933: (Une) Idylle au Caire (Version von Saison in Kairo)
- 1933: Saison in Kairo
- 1933: Walzerkrieg
- 1933: Viktor und Viktoria
- 1934: Freut Euch des Lebens (ersetzt durch Dorit Kreysler)
- 1934: Die englische Heirat
- 1935: Liselotte von der Pfalz
- 1935: Liebesleute
- 1936: Eskapade
- 1936: Allotria
- 1936: Die Geliebte von Paris (unvollendet)[3]
- 1937: Togger

## Lieder
- 1931: Mein Herz hab’ ich gefragt (aus Die Privatsekretärin; Musik: Paul Abraham, Text: Robert Gilbert)
- 1931: Ich bin ja heut’ so glücklich (aus Die Privatsekretärin; Musik: Paul Abraham, Text: Robert Gilbert)
- 1931: Just Because I Lost My Heart To You (aus Sunshine Susie; Musik: Paul Abraham)
- 1931: Today I Feel So Happy (aus Sunshine Susie; Musik: Paul Abraham)
- 1932: Ich möcht’ heiraten (aus Mädchen zum Heiraten; Musik: Michael Krasznay-Krausz, Text: Robert Gilbert)
- 1932: Du kannst so liebenswürdig sein (aus Mädchen zum Heiraten; Musik: Michael Krasznay-Krausz, Text: Robert Gilbert)
- 1932: Ein bisschen Freude können wir alle gebrauchen (aus Mädchen zum Heiraten; Musik: Michael Krasznay-Krausz, Text: Robert Gilbert und Armin L. Robinson)
- 1932: Wie sag’ ich’s meinem Mann? (aus dem gleichnamigen Film; Musik: Theo Mackeben, Text: Felix Joachimson)
- 1932: Ich hab’ schon oft an die Freiheit gedacht
- 1932: Wonderful To Me (aus Marry Me; Musik: Michael Krasznay-Krausz)
- 1932: A Little Sunshine
- 1932: Man trägt Rot wenn man verliebt ist
- 1932: Wer einmal nur geküsst ein Midinettchen
- 1932: Marry Me (aus dem gleichnamigen Film; Musik: Michael Krasznay-Krausz)
- 1933: Mir ist so, ich weiß nicht wie
- 1933: Quelque chos’ me dit
- 1933: Saison in Kairo
- 1933: Une idylle en Caire
- 1933: An der Donau, wenn der Wein blüht
- 1933: Wenn der Lanner spielt einen Walzer
- 1933: Rosen und Liebe
- 1933: An einem Tag im Frühling (aus Viktor und Viktoria; Musik: Franz Doelle, Text: Bruno Balz)
- 1933: Komm ein bisschen mit nach Madrid (aus Viktor und Viktoria; Musik: Franz Doelle, Text: Bruno Balz)
- 1934: Ohne Dich gibt’s kein Vergnügen (aus Die englische Heirat; Musik: Franz Doelle, Text: Charles Amberg)